# Symbra
Symbra is een geslacht van vliesvleugeligen uit de familie Eurytomidae. De wetenschappelijke naam van dit geslacht is voor het eerst geldig gepubliceerd in 1986 door Stage & Snelling.

## Soorten
Het geslacht Symbra is monotypisch en omvat slechts de volgende soort:
- Symbra cordobensis Stage & Snelling, 1986